# Айрон (округ, Мічиган)
Шаблон:StateAbbr_ 46°13′ пн. ш. 88°31′ зх. д. / 46.21° пн. ш. 88.51° зх. д.
Округ Айрон (англ. Iron County) — округ (графство) у штаті Мічиган, США. Ідентифікатор округу 26071.

## Історія
Округ утворений 1885 року.

## Демографія
За даними перепису
2000 року
загальне населення округу становило 13138 осіб, зокрема міського населення було 3914, а сільського — 9224.
Серед мешканців округу чоловіків було 6485, а жінок — 6653. В окрузі було 5748 домогосподарств, 3614 родин, які мешкали в 8772 будинках.
Середній розмір родини становив 2,76.
Віковий розподіл населення поданий у таблиці:
| Стать    | До 15 років | 15-21 | 22-29 | 30-39 | 40-49 | 50-65 | 65-85 | Понад 85 |
| -------- | ----------- | ----- | ----- | ----- | ----- | ----- | ----- | -------- |
| Чоловіки | 1073        | 560   | 428   | 822   | 1021  | 1202  | 1211  | 168      |
| Жінки    | 1062        | 498   | 359   | 704   | 974   | 1122  | 1611  | 323      |

## Суміжні округи
- Гаутон — північ
- Багара — північ
- Маркетт — північний схід
- Дікінсон — схід
- Флоренс, Вісконсин — південний схід
- Форест, Вісконсин — південь
- Вілас, Вісконсин — південний захід
- Гогібік — захід
- Онтонагон — північний захід

## Виноски
1. ↑  US Decennial Census. US Census Bureau. Архів оригіналу за 2 серпня 2018. Процитовано 25 вересня 2014.
2. ↑  Historical Census Browser. University of Virginia Library. Архів оригіналу за 11 серпня 2012. Процитовано 25 вересня 2014.
3. ↑  Population of Counties by Decennial Census: 1900 to 1990. US Census Bureau. Архів оригіналу за 15 лютого 2015. Процитовано 25 вересня 2014.
4. ↑  Census 2000 PHC-T-4. Ranking Tables for Counties: 1990 and 2000 (PDF). US Census Bureau. Архів оригіналу (PDF) за 18 грудня 2014. Процитовано 25 вересня 2014.
5. ↑  State & County QuickFacts. US Census Bureau. Архів оригіналу за 11 липня 2011. Процитовано 27 серпня 2013. [Архівовано 2011-06-06 у Wayback Machine.](англ.) Наведено за англійською вікіпедією.
6. ↑  American FactFinder. Бюро перепису населення США. Архів оригіналу за 26 лютого 2012. Процитовано 31 січня 2008. [Архівовано 2008-05-21 у Wayback Machine.]

| США | Це незавершена стаття з географії США. Ви можете допомогти проєкту, виправивши або дописавши її. |